# 吾命騎士角色列表
以下是出現在《吾命騎士》系列中的角色介紹。

## 第三十八代十二聖騎士‧溫暖好人派

### 格里西亞·太陽
本故事主角，十二聖騎士之首，第三十八代的太陽騎士，被稱為「最接近傳說中太陽騎士的太陽騎士」。有一頭燦爛的金髮，牛奶白的膚色，蔚藍的雙目，年年蟬聯葉芽城陽光美男子的寶座，長相十分秀氣。喜歡幫別人亂取綽號。
太陽騎士固有形象：永遠面帶悲天憫人的笑容，一日為太陽騎士，終生微笑笑到死。以光明神的仁慈來原諒世人的罪惡，唯一不必面帶笑容微笑原諒的事物是不死生物。只能愛神不能愛女人，說話時更是三句不離光明神；喝酒時一杯臉紅、兩杯頭痛、三杯必倒；無論做什麼事情都非常優雅。
是個表裏不一的人，陰險狡詐、非常愛記仇，也因此被許多公主罵卑鄙無恥。練就一身視覺影像紀錄的能力來看美女，連酒力都是奠基於「史上最強酒鬼」之上。喜歡亂叫其他聖騎士的名字，在魔王化時反而只叫他們的真正名字。優雅的行事風度是被前任太陽騎士尼奧訓練出來的，在這些能力上甚至超越其師。
明明身為騎士，卻對劍術一竅不通，也只能勉強發動鬥氣，成效還不怎麼好，以至於用聖光護體（祭司專用輔助神術）代替。
自稱“可能成為史上最強教皇”，在成為太陽小騎士之前差點被教皇拉去光明殿。
極度護短，可以為了弟兄們犧牲自己的生命。因為想擁有十一個兄弟而想成為太陽騎士，並表示願意為了保護兄弟們付出自己的性命，因此被尼奧選中。
第三集為了完全復活艾爾梅瑞‧綠葉而失明，自此利用自己天賦的感知能力以代替視覺，但無法判斷美醜與色彩。格里西亞自己曾說過，他眼中的世界就像是用沙子堆砌起來的、只是密密的屬性堆起來的世界，擁有越純粹屬性的東西，他覺得越美（後來死亡被教皇復活後得到離識的能力，能脫離自己的身體看東西）。
第四集在本集失憶，但又隨後恢復，被雷瑟審判教訓一頓。
第五集為了以起死回生術救活雷瑟‧審判而失去原本金色的頭髮，變為白色。後來以光屬性覆蓋於頭髮上，使髮色看起來是金色。
第六集得知自己為魔王候選人之一，被迫捲入魔王爭奪戰後，在羅蘭與粉紅的背叛之下慘死。在卷六末由教皇施術復活，復活的代價便是光屬性的能力大幅度減弱。復活後陷入半年發瘋的「假清醒狀態」，最後在半年後被光明神喚醒。
第七集因為身形變得消瘦而看上去就像位絕世美女。後來為了能繼續當太陽騎士，而自願變成第二十一任的魔王，並相信自己不會被魔王的心志影響，可是在變成魔王後發現自己無法控制，只好在自己還清醒時便稱自己不回去光明神殿，恐嚇其他十二聖騎士，還出手打傷了雷瑟‧審判，以避免自己在真正魔王化後傷害他們。
第八集以太陽神劍為主，十二聖騎為輔，形成臨時封印，壓制魔王的影響，之後回到光明神殿後又以光明神殿為主，整座葉芽城為輔所形成的巨型封印，來壓制魔王的本性，因此終身不能離開葉芽城。如果要離開要帶著十二聖騎和神劍才可以。並且每半年就要和羅蘭去外面對打，以釋放黑暗屬性。也因此，十二聖騎士們一同發誓，退休後都要住在葉芽城。
學生為「艾洛·太陽」。在對於艾洛的教育上，基本上只要符合「全大陸都知道」的太陽騎士形象，其他都隨便艾洛。
於《39》中與夏洛特育有一女，名為夏西亞。由于魔王的問題，所以遲遲未婚，婚期暫定在退休後。在夏西亞出生後，向雷瑟和羅蘭借錢，買下鄰近神殿的房屋，讓妻女定居，也打算退休後和雷瑟、羅蘭搬到此居住。
本身壓制的魔王人格仍然有機會失控，但在女兒出生後，終於有感到在使命之外的親情牽絆，掃走大部分壓抑的負面情緒，對女兒的成長充滿期待。此外，為免情緒失控，在魔王事件後已經戒酒。

### 希歐‧暴風
第三十八代的暴風騎士，為了維持暴風騎士藍髮的形象而要經常染髮，格里西亞擔心他會因此得腎衰竭而死，被格里西亞稱為「死喔」。
暴風騎士固有形象：有著自由自在的不羈的個性，風流倜儻，身邊總有女人的存在，能翹掉的集會絕不出席，看到女人就要拋媚眼。
一流的外交家與內務處理專家，加上工作狂的認真個性，堪稱聖殿的運轉中樞，是個會過勞死的類型；有著強大的情報蒐集能力，雖礙於固有形象必須常常翹掉會議，卻依舊有辦法得知會議中所有的大小事情。因為只要看到女人都得拋媚眼，所以需要常常保養眼睛。
工作壓力到達極限或是生氣時，就會輕鬆的笑著，然後冷不防的重傷對方。太陽目前是惹火他的最高次數保持人。
少數能聽懂太陽話中涵義的人之一。
小時候十分害羞，令蘭碧（第三十七代暴風騎士）為了讓他學會拋媚眼而花了三年去迫他正面面對女孩子。番外《僞裝真實》中蘭碧氣得想去請女人上了他，結果立刻被法爾（第三十七代烈火騎士）阻止。最後因為幫格里西亞改公文改了一整晚而眼前一直充滿文字致看不清東西，並在格里西亞的幫助下完成了老師的功課，但從始之後，便得一直替他改公文。
學生為修伊斯·暴風。
於《39》中已經結婚。

### 艾爾梅瑞‧綠葉
第三十八代的綠葉騎士，擁有一頭綠色的頭髮。擅長用弓的神射手，據格里西亞的說法是「一旦拿起弓箭，就會從『好人』變成『好恐怖的人』。」劍術不差。感知能力不錯。
綠葉騎士固有形象：永遠不說不的好人一個。
極怒也頂多借用憤怒對象的指甲或頭髮在稻草人上插針發洩情緒。
香料的狂熱愛好者，喜歡到連吃寒冰做的甜點時都一定要加兩種以上的香料。對香料有很深的研究。但因為香料很貴，所以淪落為十二聖騎裡的一級貧戶，窮到如果哪天聖殿的廚房公休，那天就會沒飯吃。
第三集  被沉默之鷹等陽殺死，被格里西亞以起死回生術復活後得到了超出常人的視力（例如看得見屬性等，但也使格里西亞失明），使箭技更加可怕。
最後與安公主成婚。
自己曾說解讀太陽話中涵義的能力比暴風稍遜，因此不可以講太複雜。格里西亞都故意亂叫成「草莓」或「艾梅」。
學生為凡里卡‧綠葉

### 奇克斯‧烈火
第三十八代的烈火騎士，有著火紅的頭髮。
烈火騎士固有形象：有著火爆的衝動個性，非常崇拜太陽騎士。
與艾爾梅瑞一樣幾乎表裡如一，不過其實是個刀子口豆腐心的傢伙。小時候非常討厭格里西亞，但因為小時候有一次格里西亞把他從粉紅手中救了出來才開始認定他。也很崇拜他。
被格里西亞故意稱為「奇怪廝」。
學生為尤歌‧烈火

### 喬葛‧大地
第三十八代的大地騎士，在十二聖騎士戰鬥時負責以光明神術展開「大地之盾」保護眾人，是十二聖騎士中聖光能力僅次於格里西亞的人。
大地騎士固有形象：身材高大魁梧，個性忠厚老實、敦良，講話結結巴巴，太陽騎士最好的朋友。年年穩坐「年度女人最想要的丈夫人選排行榜」第一名。
與格里西亞一樣表裡不一，實際上骨子裡風流得很，但在勾引女人時老被格里西亞打斷，為此而和格里西亞交惡；極爲叛逆，其毒舌功力勝於刃金騎士。
學生為沈盼‧大地

### 帝摩斯‧白雲
第三十八代的白雲騎士。
白雲騎士固有形象：生性漂泊，愛看書，常常會在窗臺、屋頂或榕樹下之類的地方獨飲或者是看書。
存在感極低的自閉兒，需要一路叫著他的名字才找得到他，最常找到他的位置是身後方。
愛躲在櫥櫃裡看書，並且熟知圖書館內所有圖書的擺放位置，後來因此成為圖書館兼職管理員。
非常討厭光，甚至常常被奇克斯的除靈之火打到。
異常聽從格里西亞的命令，只因為某本書上面寫了：必須聽從太陽騎士長的命令。
即使跟在人身後走了大半個聖殿，對方也沒法能發現他，比幽靈更像幽靈（騎馬時連馬也能一同消失），連格里西亞用感知都常常感知不到人。
烈火曾想跟他決鬥，結果花了5小時把聖殿來回翻個遍後，還是不知道該朝哪裡揮劍才砍得到人。
某種程度上的遲鈍，即使知道蛀蟲味比黴味好聞，但在別人提醒前卻會默默忍受。
自小和姐姐華麗絲相依為命。小時候被人口販子拐走，接著那人口販子在途中被強盜洗劫，在強盜窩裡一待待了三年，直至被37代十二騎士救出，自此性格變得自閉。姐夫叫耶尼，被對方叫去選十二騎士，與其他同輩相處，免得躲在家中繼續自閉。結果因躲人的本事兼本能而被37代白云騎士選中。本名叫「帝摩斯·希爾」
雖未特別說明但解讀太陽話的能力應該也不弱，曾經替艾崔斯特解釋太陽的話。
第八集  曾提到隨著年齡增長，白雲對於藏身的地方越來越不挑，曾經躲在太陽騎士長房間的祕密酒窖的某個酒桶裡。
被格里西亞故意稱為「帝帝」。
學生為斯雪‧白雲

## 好人組其他聖騎士

### 亞戴爾
第三十八代太陽騎士小隊副隊長，金髮藍眼。
於太陽小隊中相當於第二個隊長，認真盡責，是格里西亞十項全能的左右手。因為格里西亞幾乎不曾處理公務，工作項目繁多：包括負責分攤太陽騎士長的公文、替太陽騎士長送早餐與提醒每日例行任務、帶領太陽小隊蒙面圍毆太陽騎士長不喜歡的對象……等眾多事務。
聖騎士中的領導級人物，十分受其他聖騎士愛戴，少數能從格里西亞難解的話語中聽出其真意來的聖騎士之一，非常瞭解格里西亞的行動目的，並且能在旁補強不足之處。
在第八集中，為了要使格里西亞恢復太陽騎士一職，而自願去當魔王的僕役。後來假扮魔王，製造魔王被消滅的假象。
在《39》中，因工作過勞，早在30歲時已未老先衰。也與艾洛成为難兄難弟，被稱作「亞戴爾哥」。

### 艾德
第三十八代太陽小隊的成員。因為總是出言不遜，而被格里西亞以體能訓練為由報復。

### 路齊
第三十八代白雲騎士小隊的副隊長，常常四處尋找不見蹤影的白雲騎士。

## 第三十八代十二聖騎士‧殘酷冰塊組

### 雷瑟．審判
本名為雷瑟‧路斯恩，父母雙亡，在未參選十二騎士之前住在叔叔家。第三十八代審判騎士，黑髮黑眼黑衣，劍術非常精湛，能憑劍術認人。
審判騎士固有形象：與太陽騎士相對的殘酷冰塊組的老大，待人待事嚴厲冷酷，絕不原諒罪人，三言兩語都會扯到光明神的嚴厲，日常負責在審判所審查被送進來的罪人。
沉穩，冷靜，不過其實是個容易心軟、會照顧人的鄰家大哥哥，雖然表面上與太陽騎士是死對頭，私底下卻是好到不能再好的朋友，經常答應格里西亞一堆亂七八糟的請求（打狗、買藍莓派、幫忙出些戰鬥任務），因為太瞭解格里西亞而被格里西亞稱為蛔蟲。
與格里西亞兩人常在審判所旁的廁所互相交流光明神的仁慈和嚴厲，也是格里西亞唯二害怕的人(雷瑟&尼奧)，生氣時連格里西亞都壓不過。
早在就任十二聖騎士的前幾天就知道格里西亞是魔王候選人，被尼奧託付保密。
第五集在半夜溜出去尋找紅詩時被紅詩以精神魔法攻擊並殺死，後被格里西亞復活。不過在被復活後因不肯說明真相而被氣的半死的格里西亞關禁閉。
第八集揚言要去討伐格里西亞，事實上卻在做另一項策劃。也因他和其他聖騎士裝死，讓格里西亞拿起太陽神劍，所以格里西亞才得以由魔王變回原樣。
在叔叔意外去世後，和家族親戚更加疏遠。在格里西亞提議退休後和夏西亞母女、羅蘭一起居住後，賣掉父母留下的房子，把錢借給格里西亞買下鄰近神殿，價值不菲的房屋。
學生:珍萼．審判

### 伊希嵐‧寒冰
第三十八代寒冰騎士，手執被格里西亞稱為冰棒的寒冰神劍。
寒冰騎士固有形象：個性冷如冰霜，永遠面無表情。
在開口時比任何人都多話，但发现自己太多话时会不自觉地脸红，聖殿點心飯後甜點提供人，會細心的記載聖殿中所有騎士長喜好的口味。在《39》收學生後，更會每餐提供開胃菜和甜點，梅萊負責主餐。
被雷瑟認為是格里西亞最可能的結婚對象。
時常為格里西亞製作超甜口味的藍莓點心。劍術十分高明，但低於成為死亡騎士的羅蘭和沉默之鷹等陽。
被格里西亞故意稱為「稀爛」或「稀巴爛」。
學生為梅萊·寒冰

### 羅蘭‧魔獄
第三十八代（後繼）魔獄騎士。
魔獄騎士固有形象：唯一屬於殘酷冰塊組卻聽命於太陽騎士的十二聖騎士，專門出一些不為人知的暗地任務，因此傳說初代的魔獄騎士其實是初代太陽騎士出祕密任務使用的裡身份。
實際上是死亡領主，聖殿中所有騎士長包括亞戴爾都知道他的真實身分。擁有瞬間移動、召喚死靈生物的能力，擁有一把祖傳的黑暗寶劍（其實是粉紅給他的劍，只是粉紅怕他丟掉而修改他的記憶，防止他把劍丟掉）。
是個異常認真和開不起玩笑的人，但在情感上卻相當遲鈍，平常只知道練劍，對再離譜的玩笑都會毫不懷疑地相信。曾被認為是最可能成為太陽騎士的人，為格里西亞成為太陽騎士前就交到的好友，劍術之高更勝雷瑟，後來卻落選。
曾擔任皇家騎士小隊長，因為發現肥豬國王殘殺女僕的惡行而遭虐殺滅口。被粉紅復活成為死亡騎士，又在格里西亞的計畫下成為死亡領主。
在第二集最後因為伊力亞脫離聖殿而被格里西亞安排成為魔獄騎士。
在第六集中，因為殺死了另一個魔王候選人格里西亞，短暫的成為了魔王，並因為吸收大量的黑暗屬性而進一步成為「死亡君主」。
第七集中放棄魔王資格在儀式中將碎片交給太陽使其成為魔王，但對格里西亞因此迷失自我感到非常愧疚。
由於在格里西亞學會亂取名字之前就已經認識，所以並未有暱稱、倖免於難。
學生為路加·魔獄

### 萊卡‧刃金
第三十八代刃金騎士。本名為萊卡‧博德
刃金騎士固有形象：說話夾刀帶槍的毒舌一名，而且说实话比说毒话更毒。聽說和他說三句話會氣到減壽半年，要是听他说上十分钟就会減壽N年。
是審判騎士的狂熱粉絲。
在格里西亞耳中聽來他的毒舌猶如讚美。
在第六集指出，因為有被虐症，所以跟用鞭作武器的孤月和有各種刑具的審判是好友，也特別喜歡格里西亞的落雷術。
萊卡的真心話比毒話還能傷人。
被格里西亞稱呼為「萊姆」或「史萊姆」。
學生為華爾奇利斯·刃金

### 維瓦爾‧孤月
第三十八代孤月騎士。
孤月騎士固有形象：孤芳自賞的自戀狂，非常高傲，不輕易與人親近，而且總是一副目中無人的樣子。
為了孤月騎士形象而必須常常抬頭走路，結果頸部肌肉硬化，從此不能低頭，交女朋友時也只好交個比自己高的女朋友。武器為長鞭，用鞭的架勢曾被格里西亞譽為女王（國王）。
在太陽昏迷的半年中因過度忙碌已與女友分手。
被太陽叫成「哇喔」。
學生為斐·孤月

### 艾維斯‧堅石
第三十八代堅石騎士。
堅石騎士固有形象：出了名的固執，他的固執就跟石頭一樣硬梆梆，號稱要打破他的固執，不如推翻光明神殿還比較容易點。
真實情況是極好相處，長年固執的說自己一點也不固執。
擅長外交，但比不上暴風騎士長。持有一把跟一個女人差不多長寬高，但重量起碼是三個女人重的巨劍作為武器。
曾被三十七代堅石騎士考慮過替換擔任人選問題，卻因前任太陽騎士尼奧（格里西亞跑去求救）所說的一句「即使會被趕出聖殿也不願意做個固執的人？居然這麼固執的不願意做個固執的人……唉！真是個固執的孩子。」贏得裁決會議上百號人的贊同，成功保留堅石騎士的地位。
漫畫外篇中曾差點被教皇賣給月蘭國女王。
學生為李歐·堅石
於《39》中已婚。

## 冰塊組其他聖騎士

### 狄倫
魔獄騎士小隊副隊長，被格里西亞稱為「車輪」。
多年來代理隊長一職，因不滿為突然回歸的羅蘭所管轄而與羅蘭提出切磋劍術的要求，最後心服口服，甚至在羅蘭短暫成為魔王後還是一心一意希望他回來當隊長。

### 法特林
魔獄騎士小隊隊員。每次當全隊幫魔獄騎士批改公文的時候總是第一個喊受不了。

### 維達·布里格
審判騎士小隊副隊長，常被格里西亞戲稱「雷達」。與審判小隊一樣，行為模式都跟審判騎士差不多。有一張娃娃臉，外表看起来比實際年紀小，因此看起來不夠威嚴，但也被不少同輩所羡慕。
跟亞戴爾是好朋友，第八集被格里西亞抓去當人質，想利用他逼雷瑟停止討伐。

## 第三十七代十二聖騎士

### 尼奧‧太陽
現已退休的第三十七代太陽騎士。劍術是故事中最強者，被稱為「史上最強的太陽騎士」，並喜歡以此名號恐嚇他人。
在39代吾命騎士番外中，夏佐（第三十七代審判騎士）對其評價是「劍術很強，其他很弱」。
個性任性妄為，有人躲在旁邊時，在問人是誰的同時，會一劍砍下去，想做的事絕不改變。
跟格里西亞一樣是個護短的人，極度喜歡喝酒和比劍，會強迫別人從跟他喝酒或是比劍這兩項選擇中選一項。(格里西亚只能陪他喝酒或躲在白雲的櫃枱下。)
忘記選候補騎士，因此被迫將格里西亞訓練成一名（至少表面上）合格的騎士。
愛漂亮和討厭別人說他老，雖然已經四十多歲，卻堅持自己三十歲，用法術維持在三十歲左右的外貌。目前與艾崔斯特組成冒險隊伍一起行動。
根據夏佐在《無敵》中所說，尼奧是故意想將格里西亞訓練成史上最接近傳說中太陽騎士的太陽騎士。
格里西亞曾說尼奧最痛恨的事情排行榜上，「忤逆他」絕對排名前三，就算自己違背神殿的教誨，下場也會好過違背尼奧的命令。
不會煮飯、不會洗衣服、不要說看地圖，他連方向都不會分辨，甚至連「可以用樹枝來生火」都不知道（另外只要一生火就會把整座森林給燒掉）。分辨不出精靈的性別，在和艾崔斯特一起行動三天後才辨別出艾崔斯特的性別。
相當關心格里西亞，在第三集時藉口將純水屬性寶石「永恆的寧靜」交給格里西亞「保管」，事實上是為了幫他封印住他的黑暗屬性，被魔王狀態的格里西亞砍掉右手。為了不讓格里西亞知道自己的右手是他所砍，而說謊說是紅詩砍的。
第八集中，答應讓雷瑟帶兵攻打魔王。
在39代吾命騎士番外中，承認在不限男女之間的情愛之下，最愛的人是格里西亞。

### 夏佐‧審判
現已退休的三十七代審判騎士，在擔任審判騎士時專門幫尼奧收爛攤子，是尼奧唯二(另一個是艾崔斯特)的剋星。
非常佩服格里西亞幫尼奧處理爛攤子的功夫，退休後居住在葉芽城，因此尼奥不敢找雷瑟麻烦，以免夏佐找上門。

### 法爾‧烈火
現已退休的三十七代烈火騎士，左眼有一道明顯的傷疤，與三十七代暴風騎士是好朋友，雖然一副大剌剌的樣子，還留著一副絡腮鬍，但其實臉皮很薄，常常對於奇克斯沒輒。

### 蘭碧‧暴風
第三十七代暴風騎士，據他所說他把自己的學生，也就是三十八代暴風騎士希歐‧暴風當女兒看。
與三十七代烈火騎士似乎是不錯的朋友。睡覺時會帶護目鏡。

### 艾勒‧寒冰
第三十七代的寒冰騎士，當初在選寒冰小騎士的時候，就把路過的伊希嵐抓來當自己的小騎士，會叫伊希嵐為「嵐」。很喜歡伊希嵐做的麵包，但總是用「不能進廚房」來威脅伊希嵐。

### 汶‧綠葉
第三十七代的綠葉騎士。喜歡喝酒，極為早婚。
曾經在尼奧消滅一隊盜賊團重傷回神殿的時候，揍了尼奧幾拳，是個表裡不一的人，常常諷刺尼奧。

### 海塞斯‧孤月
第三十七代的孤月騎士。喜愛與人賭博。

### 丹茲伯特‧刃金
第三十七代的刃金騎士，由於本名難記又太長，其他同伴僅稱他為「刃金」，退休後都是如此。
所說的毒話頗毒，常常差點把尼奧氣死。
在套組番外《刀鋒》中因為發現萊卡‧博德(即萊卡‧刃金)天生有毒舌的天賦，想著可以省下個性養成課的時間便誘拐萊卡去參選第三十八代刃金騎士，不料當他要求萊卡講毒話時才是身為老師的他最頭疼的地方。

## 第三十七代其他聖騎士

### 青黎
第三十七代太陽小隊副隊長。曾是夏佐選自家副隊長心目中的人選之一，但遭36代太阳騎士挖角而作罷。
在《當老師還不是老師》中，因尼奧帶傷回來，沒有副隊長來報告尼奧的去向，所以被夏佐選為副隊長。(另一原因是在當初選隊員時，他的聲望很高)

### 諾禮
第三十七代審判騎士副隊長。

## 第三十九代十二聖騎士‧溫暖好人派

### 艾洛·太陽
第三十九代太陽騎士。金髮，偏綠的藍瞳。在《39》時已經23歲。
在第七集中被格里西亞救了一命。在第八集中，成為實習小騎士，並被魔王化的格里西亞抓到魔王殿。是使格里西亞能恢復的重要之人，也被他視為兒子般看待。
因為笑容很燦爛而被格里西亞選為第三十九代太陽騎士。
曾經被格里西亞稱為萬能型的學生，原因是有著亞戴爾的能力，學會雷瑟和羅蘭的劍術，曾經被雷瑟譽為他的劍術接班人，也學會希歐的腿技。
想了三年還選不出副隊長，最後決定讓狄力和羅納林同時擔任副隊長。
對陽光敏感，被陽光照到就會醒過來。
被格里西亞稱為「陽光燦爛型的男人」。
為了偷懶不想保養頭髮，而下定決心剪頭髮。皮膚天生不夠白，而一周得敷兩次面膜。但當身高長到超過一百八十公分的時候，終於改成一周敷一次面膜。
喜歡紫羅蘭的香味。
和亞戴爾關係像朋友一樣，因為曾經在魔王殿中串通起來欺騙隊長／老師，過後也一起被記仇能力超乎常人的格里西亞狠狠報復，不免生出共患難的難兄難弟情誼。另外，他因為在神殿不給補助的情況下，替格里西亞償還欠下國王的62項任務，以致長年缺錢，更常常向露狄亞及其他小騎士借錢。
格里西亞戲稱艾洛為「育兒園園長」，因為對其他年紀比自己小的小騎士就像管幼兒園的孩子一樣。
胸口有一道X型傷痕，是艾洛在13歲未正式成為太陽小騎士的時候，參與潛伏刺客組織的行動中，因保護華爾奇利斯而受傷的。
在光明神殿中有個很隱密的秘密基地，只有露狄亞和自己知道。

### 沈盼‧大地
第三十九代的大地騎士。在《39》時為16歲，粗眉大眼，看起來十分憨厚。似乎是為了諷刺格里西亞而被喬葛選上。
第六集時，因為格里西亞為了嘲笑開會遲到的雷瑟，而被取了「沈盼」、「梅萊」、「開慧」三個名字中的一個。
家住葉芽城。因為喬葛不愛工作而早早接下大地騎士的工作。

### 修伊斯‧暴風
第三十九代的暴風騎士，藍髮綠眼。在《39》時年僅15歲。
等陽的三胞胎孩子之一，有兩個長得一模一樣的哥哥，只有修伊斯和他們長得不像。除此之外還有三個弟弟和四個妹妹。因為父親是魔王的第一屬下，進入聖殿後便從未回過家。雖然經常收到到等陽寄來聖殿的信，但是因為不明父親拋棄自己的原因而拒絕回信。對自己明明有家卻不曾認識過那個家一事而耿耿於懷，希望有一天能親自問父親為甚麼只有他一個必須離開家。
性格冷僻，與其是對女性拋媚眼不如說是狠瞪，不過憑藉完美的外表而安全過關。是個認真做事、埋頭苦幹的人，但對需要分門別類的東西並不在行。
視艾洛為哥哥，總是無條件支持「艾洛哥」，認為艾洛永遠是對的。
因為艾洛而經常和凡里卡發生衝突，後來終於和好。
不為人知的小秘密是經常躲在被窩裏哭。

### 凡里卡‧綠葉
第三十九代綠葉騎士。
見人就笑容滿面，人緣相當不錯。
自小沒有父母，一直在街上遊蕩、撿拾麵包店的過期麵包來吃，直至七歲那年被麵包店師傅送去孤兒院。八歲的時候被孤兒院安排去參加暴風騎士的徵選，進入最後一關的時候在聖殿中四處走而遇上艾爾梅瑞。因為喜歡喝熱湯而被艾爾梅瑞看中，被艾爾梅瑞以熱湯成功引誘而改選綠葉騎士。
因為不理解修伊斯和家關係疏離的原因而經常和他發生衝突，導致艾洛經常要安撫他們的情緒。
對艾洛十分依賴。

### 斯雪‧白雲
第三十九代白雲騎士。
因為每天都在找他的老師躲在哪裡，所以對光明神殿的建築物十分熟悉。
長得秀氣，被格里西亞故意稱為「白雪公主」。
習慣牽著老師的手，以免老師下一秒突然不見。

### 尤歌‧烈火
第三十九代烈火騎士。

## 第三十九代十二聖騎士‧殘酷冰塊組

### 珍萼‧審判
第三十九代審判騎士。在《39》時為17歲。
是第二集中被父母請求太陽騎士取名的男嬰，但被格里西亞取了個女孩的名字（當時脫口說出「真餓」），所以很怨恨格里西亞。
長相很像女孩子，在外傳中被夏西亞當成女性，和艾洛並坐時也被斐說很像夫妻。擁有天賦過人的洞察力和推理能力，且懂得隨機應變，而被雷瑟選上。
經常會在拷問的過程中情緒失控，而把犯人打致重傷，甚至還曾經差點把犯人打死。
因為長相導致很多人都懷疑他是不是女扮男裝到聖殿去當聖騎士。

### 梅萊‧寒冰
第三十九代的寒冰騎士。在《39》時為16歲，圓臉，臉蛋白裡透紅。喜歡和老師在廚房研究料理，負責做主餐。
第六集時，因為格里西亞為了嘲笑開會遲到的雷瑟，而被取了「沈盼」、「梅萊」、「開慧」三個名字中的一個。

### 李歐‧堅石
第三十九代堅石騎士。

### 斐‧孤月
未來第三十九代孤月騎士，嘴巴似乎比刃金騎士毒。雙瞳異色，有戴著單邊眼鏡的習慣。

### 路加‧魔獄
未來第三十九代魔獄騎士。在《39》中因拒絕在接任後燒死羅蘭的命令而被關禁閉，後與艾洛一起尋找離殿出走的老師。

### 華爾奇利斯‧刃金
未來第三十九代刃金騎士。
性格十分冷漠，對大部分事情都十分冷靜。
珍萼的室友，警覺性極高，睡眠品質似乎也極高。（能在睡著時準確區分外在環境是有危險或者只是同伴在發神經）

## 光明殿

### 
負責維持光明神殿的運作，真實年齡不明，在39時年齡最少七十歲(在36代十二騎士時期已经在位)。喜歡用法術將外表維持在十五歲上下。是個吝嗇鬼，雖然自稱是業餘魔法師，但偶爾會找艾崔斯特請教黑暗魔法。除了光屬性之外，只比較擅长水屬性。略懂劍術、製造假死藥和精神系魔法。施展起死回生術的「完全復活率」為十分之一，而格里西亞的「完全復活率」為四分之一。

### 光祭師
主持光明神祭典的女祭司，六旬老人，但與教皇不同的是沒有改變樣貌。地位僅次於教皇、太陽騎士，擅長封印與輔助神術。

### 明祭師
主持光明神祭典的男祭司。地位僅次於教皇、太陽騎士，擅長淨化與驅魔神術。

### 露狄亞
艾洛的妹妹，有著淡綠色頭髮，偏綠的藍瞳。
《39》中為光明殿的祭司，是教皇的得意門生，有極大的可能會成為下任教皇。
喜歡逗弄眾「弟弟」們。

### 沉默之鷹/等陽
個性認真單純，劍術造詣極高，與麥凱、艾爾梅瑞、安、奧斯頓大戰1天1夜仍然勝出。劍術低於羅蘭。非常帥氣。常被魔王格里西亞威脅妻兒的安全。
在第三集中和愛麗絲私奔。因被格里西亞打敗要求他為自己取名。格里西亞改的名字是「等陽」，意指其殺死過艾爾梅瑞·綠葉，將來格里西亞必讓他付出代價。
於第五集時告知太陽，魔王即將現世的消息。
在第六集中，因為太陽當上魔王後，不會叫他去死和濫殺無辜，所以他十分崇拜太陽而且想讓太陽成為魔王。
在第八集中，格里西亞認為他對他不忠誠。因此叫等陽去殺了基辛格王國的王子。

### 伊路
羅蘭殺掉太陽當上魔王後，被等陽指派去當隨從卻遭羅蘭殺掉的闇騎士，而後屍體被拿去召喚成高等死亡生物。
永遠只效忠羅蘭。
第八集格里西亞成為魔王時，常常利用羅蘭逼伊路聽命。

### 粉紅
外貌最初是小女孩，第三集因為被太陽毀掉小女孩的身體所以第四集時變成成熟女人模樣，喜愛粉紅色與棒棒糖、草莓口味的食物，也喜歡寒冰做的食物，光明神殿為了讓太陽騎士紓解平日壓力而特約的死靈法師，總是想要把格里西亞收為徒弟。
真實身份為不死巫妖「粉紅屍」（由於用的是被毒氣毒死的屍體，所以屍體有粉紅色的皮膚），負責的魔王候選人為羅蘭。立於不死生物的頂端，是渾沌神殿引導魔王誕生的三者之一。
因不想讓自己的魔王候選人死去，所以進行一連串的陰謀。並在第六集中控制羅蘭殺死格里西亞，也因此被羅蘭封印在當初交給羅蘭的家傳寶劍中。

### 龍的聖衣
粉紅交給格里西亞，讓他能夠隱藏身分外出的刺客裝，是一件具有自己的意識，可以讓使用對象變身的緊身衣，會說話，不過需要在事後吸取使用者的血液做為報酬，變身超過一定時間就要另外吸血，額外支付血液也可以變出武器；前持有者是沉默之鷹法蘭。有點偏黑暗屬性。被改造過，在粉紅的家使用則會聽從粉紅的話。常常差點嚇死格里西亞。

### 施分‧安奈特
表面上是沉默之鷹的部下，實際是夏洛特的引導者，真實身分為不死巫妖，原名「屍芬」（由於是個被下藥毒死的貴婦人，即使死了，屍體上也帶著大量香水味），第六集中被格里西亞封印在寶石「永恆的寧靜」裡，陪伴紅詩。
第八集，被格里西亞釋放，裝進一個騎士外型的黑水晶小人偶。

### 夏洛特
渾沌神殿有史以來最年輕的渾沌祭司，真實身分是魔王後選人之一。年幼時曾與格里西亞認識（夏洛特這個名字就是由格里西亞取的），對他一見鍾情，最後在競爭中被格里西亞所殺。擅長黑暗屬性魔法，通精神系魔法，但不及格里西亞，也會使用飛行術。
之所以會綁架格里西亞是因為，魔王本身是不可和充滿光屬性的太陽騎士在一起，所以夏洛特認為她不可能跟格里西亞正當的談戀愛，因此她認為綁走格里西亞他倆才能在一起。但是在瀕臨死亡時，格里西亞告訴她「可惜你錯了，即使愛上魔王，我也會想盡辦法來解決」。

### 紅詩
不死巫妖，原名「紅屍」（由於第一具附身的屍體死於失血過多，全身上下都被血染紅了），負責的魔王候選人為格里西亞。在十多年前於孤兒院中領養格里西亞，在一次長時間出外時，格里西亞私自去參加太陽騎士選拔，結果在尼奧陪同格里西亞探親時與其發生衝突，被毀去身體。一開始被格里西亞稱為神秘的女孩。
第三集時被格里西亞誤會它毀去了尼奧的右手。
第四集中多次出現，引領失憶的格里西亞。
第五集時先使尋找她的雷瑟重傷，稍後更殺了他，因此最後被格里西亞封印在寶石「永恆的寧靜」中。
第七集讓格里西亞看見當天發生的事，證實尼奧的右手是被魔王狀態的格里西亞所砍。
第八集時常常自動的要格里西亞學黑暗魔法，被格里西亞釋放，裝進一個晴天娃娃；當格里西亞發怒遭破壞後，又再被裝進一個小女孩造型的娃娃。

### 麥凱
戰神之子，即戰神殿的主事者與最強戰力，劍術還勝過羅蘭，個性衝動高傲，不過也有單純的一面，對劍術極差的格里西亞充滿不屑。
取消與愛麗絲公主的婚約，改與月蘭國年僅十歲的小公主訂婚，沉迷於教育未來妻子的計畫中，也因此被認為有嚴重的戀童癖。

### 奧斯頓
戰神祭司，麥凱的父親，14歲時就有了麥凱。這在戰神殿中是心照不宣的秘密。

### 藍德國王（肥豬王）
忘響國國王，被格里西亞稱為肥豬王，有三個壯漢那麼寬，昏庸無能又奢華無度，有多次虐殺手下騎士與女僕的惡行，在位時忘響國能維持穩定全靠光明神殿及大王子監督，膽子小從母親老婆兒子一路被管過來，是一個連鄰國都恥笑的爛國王。
由於曾凌虐羅蘭至死，於第一集後段被格里西亞逼至退位養老。在３９番外篇中提到已死。
雖做人糟糕透頂，但據阿奇爾所言是一個好父親。

### 阿奇爾
第一集時是大王子，於第二集中登基為忘響國國王。年屆四十，扮豬吃老虎類型（因此被格里西亞稱做假豬國王），為國家賺錢不擇手段。簡稱「阿奇」，被尼奧這麼叫時會叫對方「尼尼」，外加揉亂格里西亞的頭髮。
第八集時，魔王為了宣示權力，就向他收取「不死生物管理費」，還因為將夏洛特轟垮皇宮的事情，怪罪在魔王身上，而被敲詐了一筆「遮羞費」，否則魔王就會讓亞戴爾和紅詩帶一群高階不死生物去忘響國來個「豪華十日遊」。在執行讓格里西亞恢復並回到光明神殿的計畫的這段時間，跟月蘭、基辛格兩國以「我國巨大的犧牲」為由，狠狠敲詐了一大筆「魔王保管費」，讓忘響國至少有十年的時間不愁吃穿。
在《39》中提及年事已高的他和皇后誕下一名小公主，立即封為王位第一繼承人。

### 伊力亞
原任第三十八代魔獄騎士，小時候即被教皇和前任魔獄騎士派去皇宮臥底，卻意外當上茉莉公主的騎士及與她暗生情愫，成為皇家騎士中的領導級人物。因為對聖殿缺乏歸屬感而不想繼續擔任魔獄騎士，因此在格里西亞的幫忙下脫離聖殿，並被羅蘭取代。面貌英俊，但並非無瑕，因此被格里西亞評為屬於「萬能性英俊」。
在第八集已經受到國王重用。和聖騎士們保持友好關係，在「魔王」事件更被借用為太陽騎士的替身。
《39》時，已和茉莉公主結婚，還受封為侯爵。但自從公主「流產」後，一直再沒有其他孩子。後來也仿效十二聖騎士般收2名實習皇家騎士當學生。

### 茉莉
忘響國公主，阿奇爾的妹妹，與伊力亞是夫妻，最早發現伊力亞的間諜身份。在第八集被格里西亞綁架到影神殿，小時候尼奧叫她「小花花」。在《39》中提及她多年前「流產」後，一直無子，把流產嬰屍暗中養在密室。
戰神殿的大本營。第八集時，魔王為了宣示權力，就向月蘭國收取「不死生物管理費」，還因為把等陽和愛麗絲私奔的事情，對外聲稱是「魔王綁架愛麗絲公主，在玩膩了之後賞給手下沉默之鷹。」，而被敲詐了一筆「遮羞費」，否則魔王就會讓就讓亞戴爾和紅詩帶一群高階不死生物去月蘭國來個「豪華十日遊」。

### 月蘭國女王
月蘭國的領導者，番外篇時教皇把堅石騎士賣給月蘭國女王。忍耐力極強，穿著比盔甲還重的禮服和王冠，和心腹女騎士心靈相通。

### 愛麗絲
月蘭國大公主，是個絕世美女；風屬性高等魔法師。
在第三集因為未婚懷孕，而與沉默之鷹私奔，但格里西亞為了報復他們（粉紅、沉默之鷹），便給了她假的秘方，說皮膚可以跟嬰兒一樣嫩，結果變成黑皮膚(但第八集白回來)。
在第五集已經和沉默之鷹成婚，希望生下12個小孩。
在第七集中已經生出三個兒子。
在第八集中受格里西亞封為暗夜公主，負責安排等陽等人用魔法陣到處移動。跟第八集出場的冒險者夏洛特相處融洽。
在39番外篇中提到後來又生了三個男孩和四個女孩，修伊斯到聖殿當實習暴風騎士時，生下的小孩已經從原本的三個變成了十個。

### 安‧納利斯‧潔兒菲
月蘭國的二公主，愛麗絲公主的妹妹，與姊姊情感深厚。樣貌可愛動人。力量極大的女戰士。
格里西亞為了她的請求而前往拯救愛麗絲公主。戰神殿中數一數二的戰士，善使兩把單手斧，並且體力很好。
與戰神之子麥凱是青梅竹馬，但沒有太多好感，第三集事件終了後拒絕與之聯姻。
目前和綠葉騎士交往中，會郵寄灑滿香水的信件去光明神殿與綠葉騎士交流，於《39》中已經結婚，會根據經歷寫作冒險故事。

### 艾莉
月蘭國的小公主，年僅十歲時和戰神之子訂下婚約，等她一成年(16歲)便會和戰神之子成婚，有著可愛無比的嗓音。
渾沌神殿的大本營。

### 泰迪爾
是基辛格唯一的王子，以泰臨為假名離家出走當一個冒險者。第8集時魔王加入他的冒險隊，想把他訓練成「勇者」。魔王曾出自於好玩，要沉默之鷹去殺掉他，後來被關進魔王的地牢，是沉默之鷹少數的朋友之一。

### 夏洛特
與泰迪爾搭檔的冒險者，是名祭司，最初對泰迪爾有好感。由於與之前的被格里西亞殺死的魔王候選人同名，因此讓魔王對她產生移情作用；後來不自不覺地喜歡上毫不掩飾真實性格的格里西亞，膽子和愛麗絲一樣大。在「魔王」事件後，來到葉芽城，偶遇因差點失控而想逃走的格里西亞，擁抱及安慰自暴自棄的他，兩人自始正式交往。
《39》中與格里西亞育有一女夏西亞，並居住在葉芽城鄰近神殿的花園屋子，不過格里西亞遲遲未與她結婚。

### 米雪
與泰迪爾搭檔的冒險者，是名弓箭手，也會使雙刀，同時是冒險隊的隊長。

### 艾崔斯特
黑暗精靈，年紀超過百歲(第三集時為136歲)，替換成人類年齡約二十歲。被尼奧認為其歷練不足還是個孩子。在和格里西亞與尼奧的相處中，多半擔任吐槽或者被耍弄的對象，會使用地獄火、飛行術（能帶人飛上一天一夜之久，還有餘力施展其他法術）。
在《無敵》中，算是被半威脅的必須照顧尼奧，從此成為尼奧的「褓父」。

### 希貝兒
冒險隊中的弓箭手，第三集曾與格里西亞在黑暗之地的山洞中有一面之緣，主要活躍於第四集。第四集最後想在太陽騎士的房間與格里西亞發生親密關係，不過因喬葛突然開門而宣告失敗。

### 優娜
戰神祭司，與希貝兒同一個冒險隊。

### 伊果
戰士，也是冒險隊的一員，喜歡優娜。

### 亞奇
盜賊，也是冒險隊的一員。

### 伍德洛
德魯伊（即「森林之子」），能變身為豹與熊，也是冒險隊的一員，主要活躍於第四集。於第八集遇上泰迪爾所在的冒險隊伍，而且似乎認出了格里西亞，因此被格里西亞以精神對話威脅如果敢說出來就會讓他死得很難看。

### 凱里
光明神祭司，伊果的朋友。是個有點娘娘腔的溫柔男性。

### 華麗絲
帝摩斯的姊姊，在帝摩斯競選白雲騎士前已經成婚，丈夫爲耶尼。
1. ↑  在吾命騎士第四卷-屠龍的隨書附贈番外篇短篇漫畫《The Answer》曾被提及。